# Humbert
A Humbert germán eredetű férfinév, aminek első eleme jelentése bizonytalan, lehet, hogy ifjú, legény vagy óriás, a másodiké fényes, híres. Mások a hun harcos vagy a medvebocs jelentéssel magyarázzák. 

## Rokon nevek
- Umbertó:[1] a Humbertból származó olasz Umberto magyarosított változata.[3]

## Névnap
Humbert, Umbertó
- március 25.[3]

## Híres Humbertek, Umbertók
- Umberto Eco, olasz író
- I. Umbertó (1844–1900), olasz király
- II. Umbertó (1904–1983), az utolsó olasz király